# Rivière McFadden
Pour les articles homonymes, voir McFadden.
La rivière McFadden est un affluent du lac des Quinze (rivière des Outaouais), coulant dans la municipalité de Moffet, dans la municipalité régionale de comté (MRC) de Témiscamingue, dans la région administrative de l’Abitibi-Témiscamingue, au Québec, au Canada.
La rivière McFadden coule en territoire agricole. L’agriculture constitue la principale activité économique de ce bassin versant ; les activités récréotouristiques, en second.
Annuellement, la surface de la rivière est habituellement gelée de la mi-novembre à la mi-avril, toutefois la circulation sécuritaire sur la glace se fait généralement de la mi-décembre à la fin mars.

## Géographie
La rivière McFadden prend sa source à l’embouchure du lac Rondelet (longueur : 3,3 km ou 8,6 km en incluant la baie Riendeau ; largeur : 1,9 km ; altitude : 264 m) dans la municipalité de Moffet. Ce lac s’alimente de quelques ruisseaux riverains dont :
- rive ouest : cours d’eau Arseneault, cours d’eau Arseneault-Roy ;
- rive est : ruisseau de la Béquille, cours d’eau Alexandre-Duquette ;
- rive sud (via la baie à Riendeau) : cours d’eau A.-Gilbert et cours d’eau Quenneville.

La Baie à Riendeau s’étend sur 5,3 km vers le sud-ouest jusque dans la partie nord-ouest de la municipalité de Latulipe-et-Gaboury. Cette baie passe sous le pont du chemin de Moffet-Latulipe et celui du chemin des 5e et 6e Rang Est.
L’embouchure du lac Rondelet est localisée à :
- 1,9 km au sud-est de l’embouchure de la rivière McFadden ;
- 37,9 km à l'est du lac Témiscamingue ;
- 21,6 km à l'est de l’embouchure du Lac des Quinze (Témiscamingue) (Centrale des Rapides-des-Quinze) sur la rivière des Outaouais ;
- 4,4 km au sud du centre du village de Moffet ;
- 13,4 km au sud-est du lac Simard (Témiscamingue).

Les principaux bassins versants voisins de la rivière McFadden sont :
- côté nord : lac des Quinze (Témiscamingue), lac Grassy (Témiscamingue), rivière des Outaouais ;
- côté est : ruisseau de la Béquille, lac Devlin, lac Soufflot, rivière Marécageuse, rivière Guillet ;
- côté sud : lac Rondelet, lac Moore, rivière Blondeau (rivière Fraser), lac Ostaboningue ;
- côté ouest : rivière des Outaouais, lac des Quinze (Témiscamingue).

À partir de l’embouchure du Rondelet (situé au nord du lac), la rivière McFadden coule sur 2,8 km, soit 1,0 km vers le nord en passant sous le pont du chemin de Moffet-Latulipe, et le reste de son cours vers l'ouest jusqu’à son embouchure.
La rivière McFadden se décharge sur la rive est du lac des Quinze (Témiscamingue), lequel est traversé vers le sud-ouest par la rivière des Outaouais. De là, cette dernière coule vers le sud-ouest, puis le nord-ouest, avant de traverser la Centrale des Rapides-des-Quinze.

## Toponymie
Le terme « McFadden » constitue un patronyme de famille d’origine anglaise. Jadis, ce cours d'eau était désigné « Ruisseau McFerland ».
Le toponyme « rivière McFadden » a été officialisé le 2 avril 1981 à la Commission de toponymie du Québec.